# Walter T. Pattison
Walter T. Pattison (1903-1992), hispanista estadounidense.

## Trayectoria profesional
Se doctoró con una tesis sobre los trovadores, de la que publicó fragmentos como artículos. Concentró sin embargo su atención en la literatura del siglo XIX y publicó Benito Pérez Galdós and the Creative Process (Univ. of Minnesota Press, 1954) y un estudio, On Espronceda's Personality. También compuso una antología de literatura española, Representative Spanish Authors (Oxford University Press, 1942).